# Saint-Martin-le-Nœud
Saint-Martin-le-Nœud là một xã ở tỉnh Oise Hauts-de-France phía bắc Pháp. Xã Saint-Martin-le-Nœud nằm ở khu vực có độ cao trung bình 86 mét trên mực nước biển.